# …Nothing Like the Sun
Albums de Sting
Bring on the Night
(1986) Nada Como el Sol
(1988)
…Nothing Like the Sun [...Rien comme le Soleil] est le deuxième album studio de Sting sorti le 1er octobre 1987. Le titre provient du sonnet 130 de William Shakespeare (My mistress's eyes are nothing like the sun), que Sting utilise dans la chanson Sister Moon. Il a ajouté que son inspiration pour cela était une rencontre rapprochée avec un ivrogne, dans laquelle Sting a cité le sonnet en réponse à la question importune de ce dernier ; « Quelle est la beauté de la lune ? ». On retrouve ici deux des musiciens du précédent album, Kenny Kirkland aux claviers et Branford Marsalis au saxophone ainsi que les choristes Janice Pendarvis et Dolette MacDonald. Le guitariste des Police, Andy Summers, joue sur deux titres. Eric Clapton et Mark Knopfler viennent aussi jouer sur une chanson. Sting joue la basse sur la totalité de l'album en plus de la guitare sur deux titres, dont le classique Fragile, en plus de la contrebasse sur Sister Moon.
Il contient entre autres Englishman in New York et Little Wing, une reprise de la chanson de Jimi Hendrix, interprétée avec l'orchestre de Gil Evans.
Le 13 octobre 2022, à l'occasion du 35ème anniversaire de la sortie de l'album, une réédition en version numérique est disponible.

## Liste des titres
| Édition originale | Édition originale | Édition originale | Édition originale | Édition originale | Édition originale | Édition originale | Édition originale | Édition originale | Édition originale |
| ----------------- | ----------------- | ----------------- | ----------------- | ----------------- | ----------------- | ----------------- | ----------------- | ----------------- | ----------------- |

Tous les titres sont écrits par Sting sauf indication contraire :
1. The Lazarus Heart – 4:35
2. Be Still My Beating Heart – 5:34
3. Englishman in New York – 4:27
4. History Will Teach Us Nothing – 5:07
5. They Dance Alone (Cueca Solo) – 6:48
6. Fragile – 3:58
7. We'll Be Together – 4:53
8. Straight to My Heart – 3:54
9. Rock Steady – 4:28
10. Sister Moon – 3:57 -
11. Little Wing - (Jimi Hendrix) – 5:03
12. The Secret Marriage - (Hans Eisler/Sting) – 2:02

## Musiciens
- Sting – chant, arrangements, basse (1-9, 12) contrebasse (10), guitare espagnole (4), guitare acoustique (6)
- Rubén Blades – soliloque espagnol (5)
- Eric Clapton, Mark Knopfler, Fareed Haque – guitare (5)
- Andy Summers – guitare (1, 2)
- Hiram Bullock – guitare (11)
- Mark Egan – basse (11)
- Kenny Kirkland – claviers
- Gil Evans claviers (11)
- Orchestre de Gil Evans (11)
- Ken Helman – piano (12)
- Branford Marsalis – saxophone
- Manu Katché – batterie (1-10, 12)
- Kenwood Dennard – batterie (11)
- Andy Newmark – batterie additionnelle
- Mino Cinelu – percussions, Vocoder
- Pamela Quinlan – chœurs
- Renée Geyer – chœurs
- Dollette McDonald – chœurs
- Janice Pendarvis – chœurs
- Vesta Williams – chœurs (7)
- Annie Lennox – chœurs (7)